# Suore della Provvidenza di San Vincenzo de' Paoli
Le Suore della Provvidenza di San Vincenzo de' Paoli (in inglese Sisters of Providence of St. Vincent de Paul) sono un istituto religioso femminile di diritto pontificio: le suore di questa congregazione pospongono al loro nome la sigla S.P.

## Storia
La congregazione fu fondata da Edward John Horan, vescovo di Kingston: egli invitò le suore della Provvidenza ad aprire una casa nella sua diocesi e quattro religiose di Montréal si stabilirono a Kingston il 13 dicembre 1861.
Le quattro suore di Montréal lasciarono la casa di Kingston cinque anni dopo, affidandola alla comunità (sei religiose professe, una novizia e una postulante) di cui avevano curato la formazione: la direzione della casa di Kingston fu affidata a madre Maria Edoarda (Catherine) McKinley.
Michael Joseph Spratt, arcivescovo di Kingston, eresse canonicamente la comunità in congregazione di diritto diocesano con decreto del 5 maggio 1923.
L'istituto ricevette il pontificio decreto di lode il 12 giugno 1953 e l'approvazione definitiva il 1º ottobre 1964.

## Attività e diffusione
Le religiose si dedicano all'istruzione e all'educazione cristiana della gioventù in asili, scuole e pensionati per studentesse e giovani lavoratrici, all'assistenza a malati e anziani in ospedali e case di riposo e ad altre opere di carità.
Oltre che in Canada, le suore sono presenti in Perù; la sede generalizia è a Kingston, nell'Ontario.
Alla fine del 2011 la congregazione contava 94 religiose in 7 case.